# Мънго Парк
Мънго Парк (на английски: Mungo Park) е шотландски лекар, пътешественик и изследовател на Африка.

## Ранни години (1771 – 1794)
Роден е на 10 септември 1771 година в селцето Фаулшилс, близо до Селкърк, Шотландия. Учи в гимназията в Селкърк и на 14-годишна възраст става чирак на хирурга Томас Андерсън. По време на чиракуването си става приятел със сина на Андерсън – Александър и е представен на дъщерята Алисън, която по-късно става негова съпруга.
През октомври 1788 г., Парк се записва в Университета в Единбург, където изучава медицина и ботаника. По време на престоя си в университета той посещава една година и курса по естествена история. През 1792 завършва медицинските си курсове в университета и получава длъжността помощник-хирург на борда на кораба на Британската източноиндийска компания – „Ворчестър“, който извършва плаване до Суматра. След завръщането си през 1794, написва доклад „Осем малки рибки, донесени от Суматра“, който бива признат от учените за сериозно научно изследване.
На 26 септември 1794 г., Парк предлага услугите си на Дружеството за съдействие и откриване на вътрешните области на Африка (Африканска асоциация). Със съдействието на сър Джоузеф Банкс, съосновател на Лондонското линейско общество, Парк е избран.

## Изследователска дейност в Африка (1795 – 1806)

### Първо пътешествие (1795 – 1797)
На 22 май 1795 г., Парк напуска Портсмут, Англия, с кораба „Endeavour“ и се отправя за Западна Африка, за да изследва басейна на река Нигер и разположените по брега ѝ градове. На 21 юни слиза на брега на река Гамбия и в очакване преминаването на дъждовния сезон изучава езика говорещ се най-много в басейна на Нигер – мандинго и събира сведения за вътрешността на континента. На 2 декември, придружен от двама местни водачи, от устието на Гамбия се отправя на изток. Преминава през африканските държавици Вули, Бонду, Каяга, Касон, Каорта и Бамбара, които непрекъснато воюват помежду си. По пътя Парк нееднократно е подложен на нападения и грабежи, пленяван, но независимо от всичко продължава на изток и на 20 юли 1796 достига до река Нигер в района на град Сегу в Мали. Изследва реката в околностите на Сегу и продължава на изток. Минава през нови държавици Кабе, Сансандинг и Ниями, но заболява тежко от тропическа треска и в края на юли 1796 тръгва обратно, стигайки само на двеста мили от митичния Тимбукту. Връща се обратно към устието на Гамбия, като по пътя изследва част от басейна на река Бафинг (горното течение на Сенегал). През юни 1797 напуска Гамбия и с кораб превозващ роби се връща в Англия.
Африканската асоциация остава доволна от постигнатите резултати. Парк доказва, че големите реки Гамбия, Сенегал и Нигер, не са свързани помежду си и уточнява тяхната изворна област. През 1799 в Лондон излиза книгата му „Travels in the interior districts of Africa“, която има голям успех, за кратко време претърпява три издания и е преведена на френски, немски и други европейски езици. В книгата си Парк дава правдиво описание на африканските държавици, през които минава, техния социален строй, икономика, разкрива причините и характера на войните между тях. Една от главите в книгата му е посветена на отричаното от него робство.
Резултатите от експедицията предизвикват жив интерес в учените и деловите среди във Великобритания. Парк, по същество, разтваря вратата към вътрешните територии на Африка за европейската наука, търговия и колонизация. Около него бушуват страсти. Самия той по това време се преселва в бащината си ферма в Шотландия и през август 1799 се жени за Алисън, дъщерята на учителя му Томас Андерсън. През октомври 1801 г., заедно със съпругата си се премества в Пийбълс, където се заема с медицинска практика. Парк обаче не е удовлетворен от спокойния живот, който започва да води и през есента на 1803 официално отново предлага услугите си на Африканската асоциация.

### Второ пътешествие (1805 – 1806)
Втората експедиция на Парк, както и болшинството следващи експедиции на „Африканската асоциация“ се финансират вече от британското правителство, признаващо важността от подобни изследвания за икономическите интереси на страната: бурно развиващият се английски капитализъм иска нови източници на суровини и пазари.
Второто пътешествие на Мънго Парк се оказва последно за него. На 31 януари 1805 г., той отплава от Портсмут за Гамбия, заедно с 35 войници под командването на лейтенант Мартин. Той планира след като се добере до Сегу да построи голяма лодка и с нея да се спусне до устието на Нигер.
В началото на май 44 европейци и африканци-носачи напускат устието на Гамбия и се отправят на изток. Бедите и неудачите преследват експедицията от самото ѝ начало. Валят проливни дъждове и всяка крачка е мъчение. Тропическата треска и стомашните инфекции покосяват хората и когато през август достигат Нигер в района на Бамако живи са само 8 европейци.
Въпросът със строителството на голяма лодка отпада като се ограничават с малка, на която монтират мачта с платно. Водачът, който ги следва от Гамбия отказва да продължи по-нататък и през ноември 1805 Парк предава по него всичките си дневници и писма и наема друг водач от местните жители. Тези писма са последните, които стигат в Европа, и които дават сведения за по-нататъшните намерения на Парк.
През зимата на 1805 – 1806 плава надолу по Нигер от Бамако до водопадите Буса (9°50′ с. ш. 4°36′ и. д. / 9.833333° с. ш. 4.6° и. д.), където загива по време на схватка с местните жители.